# 1993년 전국체육대회
제74회 전국체육대회는 1993년 10월 11일부터 1993년 10월 17일까지 대한민국 광주직할시 일원에서 개최되었다.

## 개요
- 대회명칭 : 제74회 전국체육대회
- 개최기간 : 1993년 10월 11일 ~ 1993년 10월 17일
- 개최지 : 광주직할시
- 구호 : 굳센 체력, 알찬 단결, 빛나는 전진
- 참가인원 : 22,447명
- 종별 : 일반부, 대학부, 고등부

## 종목

### 정식종목
| - 검도 - 골프 - 궁도 - 근대5종 - 농구 - 럭비 - 레슬링 - 배구 - 배드민턴 - 보디빌딩 | - 복싱 - 볼링 - 사격 - 사이클 - 수영 (경영, 다이빙, 수구) - 승마 - 씨름 - 야구 - 양궁 - 역도 | - 요트 - 유도 - 육상 - 인라인롤러 - 정구 - 조정 - 체조 - 축구 - 카누 - 탁구 | - 태권도 - 테니스 - 펜싱 - 하키 - 핸드볼 |

### 시범종목
- 수중
- 우슈